# ビュイック・アンコール GX
アンコール GX (英語：ENCORE GX、中国語：昂科拉 GX)は、GMがビュイックブランドで販売しているクロスオーバーSUVである。

## 概要
2019年4月の上海モーターショーにて2代目アンコールとともに初公開。プラットフォームには3代目シボレー・トレイルブレイザーなどに用いられるゼネラルモーターズのVSS-Fプラットフォームを採用。ボディサイズはアンコールよりも大きく、エンビジョンよりも小さい。米国向けの生産は韓国GMが担当、中国向けはGMと上海汽車集団との合弁会社である上汽通用汽車（SAIC-GM）が担当する。
2019年7月、中国にて発売。
北米では、2019年11月19日に発表。2020年初頭に発売される予定である。初代アンコールと併売され、衝突被害軽減ブレーキや車線逸脱警報などを標準装備している。